# Galium pseudoaristatum
Galium pseudoaristatum là một loài thực vật có hoa trong họ Thiến thảo. Loài này được Schur mô tả khoa học đầu tiên năm 1866.